# Вальдеморільйо
Вальдеморільйо (ісп. Valdemorillo) — муніципалітет в Іспанії, у складі автономної спільноти Мадрид. Населення — 11 210 осіб (2010).
Муніципалітет розташований на відстані близько 32 км на захід від Мадрида.
На території муніципалітету розташовані такі населені пункти: (дані про населення за 2010 рік)
- Серро-Аларкон: 2134 особи
- Наварредонда: 1887 осіб
- Дееса: 872 особи
- Ель-Параїсо: 351 особа
- Піно-Альто: 426 осіб
- Ла-Пісаррера: 154 особи
- Вальдеморільйо: 5312 осіб
- Лос-Барранкос: 32 особи
- Монтеморільйо: 42 особи

## Демографія
Динаміка населення (INE ):

## Галерея зображень

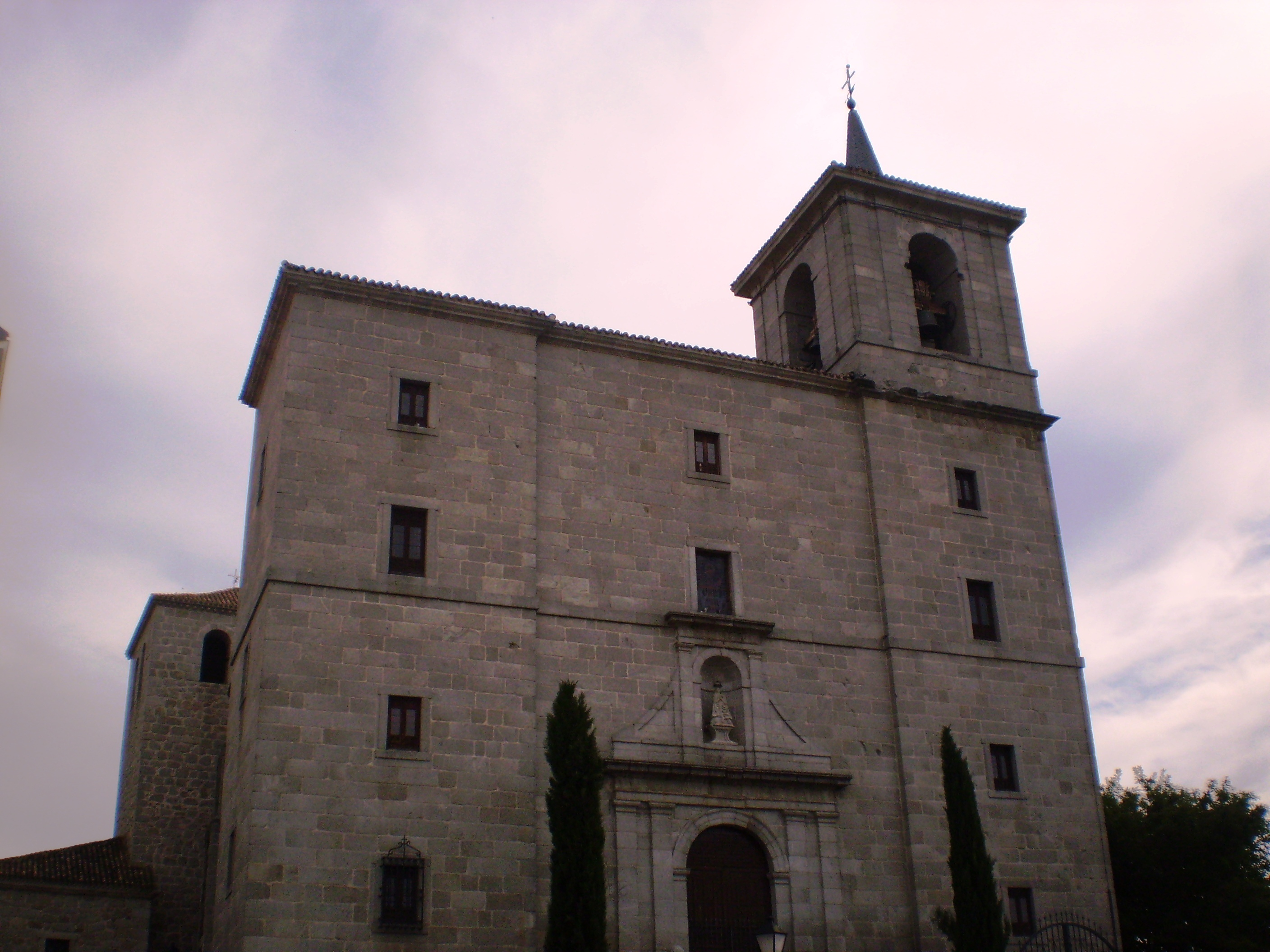
Церква Нуестра-Сеньйора-де-ла-Асунсьйон, Вальдеморільйо